# Сьюзи-алло-Шильяр
Сьюзи-алло-Шильяр (итал. Siusi allo Sciliar; нем. Seis am Schlern) — населённый пункт коммуны Кастельротто в итальянской области Трентино-Альто-Адидже.
Деревня Сьюзи-алло-Шильяр расположена на высоте 1004 метров над уровнем моря у подножия Альпе-ди-Сьюзи (ит.) — горнолыжного курорта и в то же время крупнейшего высокогорного плато Европы. Населённый пункт, в обиходе называемый Сьюзи, включает в себя исторический центр с несколькими кафе и ресторанами, магазинами, а также многочисленными отелями для туристов. Добраться из деревни до Альпе-ди-Сьюзи можно при помощи современной канатной дороги, на автомобиле или автобусе. Автобусы из Сьюзи также следуют в города Больцано и Брессаноне. Основной доход местным жителям приносит туризм (как зимний, так и летний) и сельское хозяйство.
Район вокруг Сьюзи подходит для пеших прогулок, так как предполагает живописные виды на долину Изарко и её окрестности. В непосредственной близости от деревни находятся руины трёх средневековых замков — Салего, Роверето и Кастельвеккьо. В последнем из них некоторое время жил австрийский поэт, композитор и дипломат Освальд фон Волькенштейн. Русский этнограф и археолог Алексей Алексеевич Бобринский жил в деревне на своей вилле, преобразованной им же в частный пансион, с 1918 по 1936 год. Польский пианист Игнац Фридман проживал в Сьюзи с 1930 по 1939 год.

## Галерея
- Центр деревни
- Канатная дорога, ведущая к Альпе-ди-Сюзи